# Vụ đánh bom Nazran 2009
Vụ đánh bom tại Nazran năm 2009 diễn ra ngày 17 tháng 8, khi một chiếc xe bom cảm tử tấn công tổng hành dinh cảnh sát tại Nazran, thành phố lớn nhất của Cộng hòa Ingushetiya. Tối thiểu 25 người bị giết và 164 bị thương. Đây là vụ tấn công khủng bố trầm trọng nhất tại Ingushetia trong những năm gần đó.

## Bối cảnh
Vùng này là nơi có hai cuộc chiến tại Chechenskaya và tình trạng bạo động tiếp tục gia tăng từ năm 1994 đến nay. Trong khi phần lớn các cuộc giao tranh ở Chechenskaya lúc này đã chấm dứt, các thành phần Hồi giáo quá khích vẫn tiếp tục mở ra các cuộc tấn công du kích và đụng độ lẻ tẻ ở các tỉnh cạnh đó.

## Tấn công
Lúc 9:08 sáng ngày 17 tháng 8 năm 2009, một tên phiến quân không rõ danh tính lái xe vận tải chở đầy chất nổ đâm vào một sở cảnh sát Nga trong vùng Bắc Caucas. Vụ nổ bom này gây nhiều thiệt hại nhân mạng nhất từ mấy năm qua trong khu vực nhiều biến động ở phía Nam nước Nga, cho thấy không có sự ổn định như điện Kremli thường khoe khoang lâu nay. Hung thủ đâm chiếc xe vận tải qua rào cản của Bộ Chỉ huy cảnh sát thành phố Nazran, trong vùng Ingushetia, kích hỏa khoảng 400 ký lô chất nổ trong lúc các cảnh sát viên đang sắp hàng trong sân cho cuộc thanh tra buổi sáng. Cảnh sát nổ súng bắn vào chiếc xe vận tải nhưng không ngăn được trước khi chiếc xe phát nổ ngay giữa sân. Vụ nổ để lại một hố sâu và gây ra đám cháy phá hủy một kho chứa võ khí nơi đạn dược phát nổ. Các toán cấp cứu phải mất mấy giờ đồng hồ mới mang các nạn nhân ra khỏi đống gạch vụn.

## Hậu quả
Một khu chung cư và mấy tòa nhà văn phòng gần đó cũng bị thiệt hại, xe đậu hai bên đường bị cháy rụi. Kẻ tấn công và chiếc xe bị tiêu hủy trong vụ nổ. Có 25 người chết và 164 bị thương, theo Svetlana Gorbakova thuộc cục điều tra liên bang Nga,, với 15 người là cảnh sát Nga và 10 là người Ingushetiya. Tổng thống Ingushetia, do điện Kremlin bổ nhiệm và vừa bị thương trầm trọng trong một vụ nổ bom tự sát vào tháng 6 năm 2009, nói cuộc tấn công là của thành phần phiến quân báo thù các cuộc hành quân tiễu trừ trong khu vực rừng núi dọc theo biên giới với Chechnya mới gần đó.
Yunus-Bek Yevkurov nói trong một bản thông cáo phổ biến đến báo chí, "đây là một hành động nhằm tạo sự bất ổn và lo sợ trong dân chúng." Ông đổ lỗi cho một nhân vật lãnh đạo phiến quân Chechnya, Doku Umarov, đã gây ra vụ tấn công tự sát nhắm vào đoàn xe của ông vào tháng 6 năm 2009 và đe dọa sẽ truy lùng Doku Umarov cùng các cấp chỉ huy phiến quân khác. Tình trạng bắt người bừa bãi, tra tấn, sát hại do lực lượng an ninh gây ra đã giúp gia tăng hàng ngũ phiến quân tại Ingushetia dưới thời người tiền nhiệm của Yevkurov là Murat Zyazikov. Yevkurov, một cựu sĩ quan trong ngành an ninh quân đội GRU của Nga, hứa sẽ chấm dứt các hành động đàn áp và tìm cách thương thảo với một số thành phần phiến quân sẵn sàng buông súng.